# Diócesis de Bjørgvin

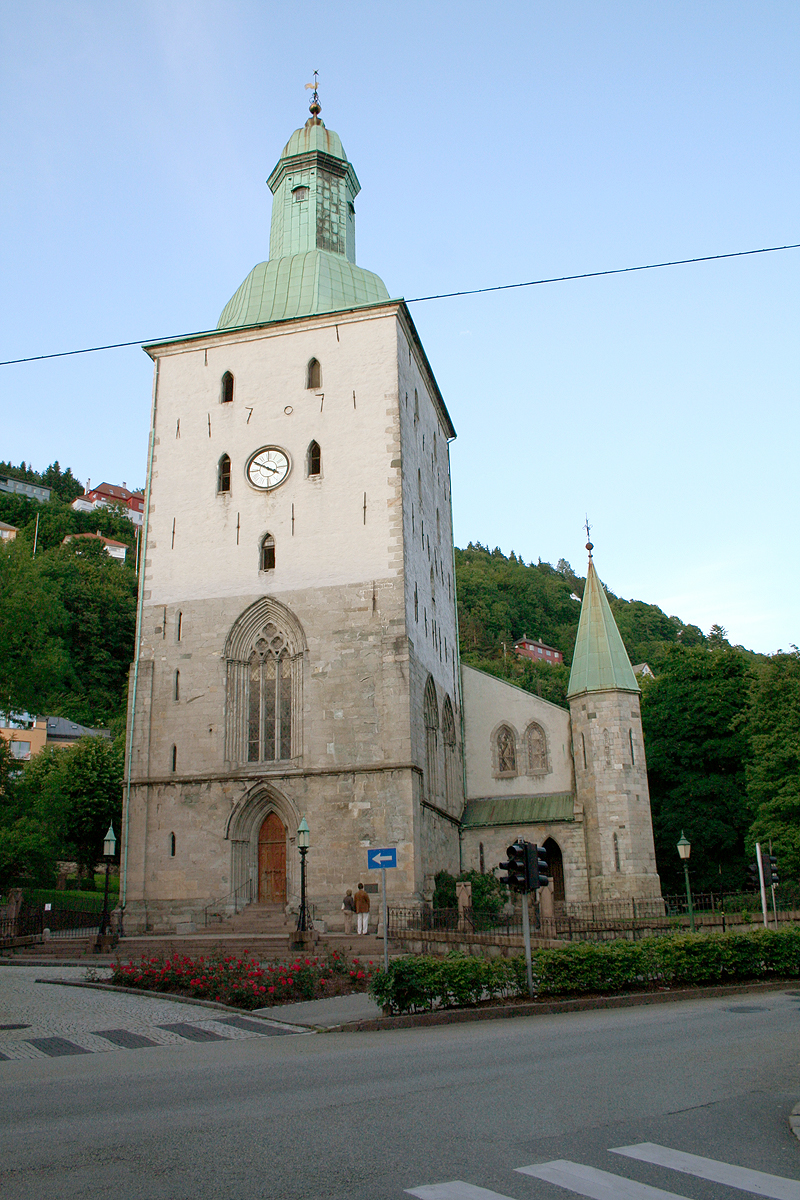
Catedral de Bergen.

La Diócesis de Bjørgvin (en noruego, Bjørgvin bispedømme) es una de las 11 diócesis en que se divide la Iglesia de Noruega. Su territorio se corresponde exactamente con las provincias de Hordaland y Sogn og Fjordane, y tiene su sede en la ciudad de Bergen, cuyo nombre medieval es recuperado por la diócesis.
La sede episcopal es la iglesia de San Olaf, un antiguo templo franciscano de estilo gótico. El obispo es Halvor Nordhaug desde 2009.
La diócesis se divide en 10 preposituras y un total de 189 parroquias. En 2009 contaba con 490 145 miembros.
La diócesis de Bjørgvin tiene además la particularidad de tener a su cargo la Iglesia de los Marineros (Sjømannskirken), una organización que representa a la Iglesia de Noruega en el extranjero, con 32 parroquias en diferentes países.

## Historia
La diócesis de Bjørgvin tiene sus orígenes en la diócesis católica de Bergen. La primera sede episcopal de la región occidental de Noruega se fundó en el pequeño poblado de Selje en el siglo XI, donde de acuerdo a la tradición tuvieron lugar las apariciones de Santa Sunniva. La sede fue trasladada a Bergen —en ese tiempo la mayor ciudad de Noruega— en 1170, en el reinado de Magnus V. La antigua catedral, embebida en la fortaleza de Bergenhus, fue derribada en el siglo XVI, cuando ya se había instalado el luteranismo como religión de Estado. Desde entonces la sede episcopal está en la iglesia de San Olaf.
En los primeros años del protestantismo, la diócesis consistía en las actuales provincias de Hordaland y Sogn og Fjordane (con excepción de Eidfjord y Røldal). En 1622 la diócesis de Bjørgvin se agrandó con la integración del distrito tradicional de Sunnmøre (en la provincia de Møre og Romsdal) desde la diócesis de Nidaros; en 1630 con la parroquia de Eidsfjord de la diócesis de Stavanger, y en 1863 con la parroquia de Røldal de la diócesis de Kristiansand. Sunnmøre se escindió en 1983 para formar parte de la nueva diócesis de Møre.
- Datos: Q3028539
- Multimedia: Diocese of Bjørgvin / Q3028539